# Southern Counties East Football League
Southern Counties East Football League, tidigare kallad Kent League, är en engelsk fotbollsliga främst baserad i Kent och sydöstra London. Kent League var också namnet på en liknande liga som existerade 1894–1959. Det finns dock inget samband mellan ligorna trots namnet och att många av klubbarna är densamma i de båda ligorna. Den nuvarande ligan ligger på nivå 9 i det engelska ligasystemet.
Ligan grundades 1966 och kallades då Kent Premier League, men 1968 ändrade man till Kent League. Från början var många av medlemsklubbarna reservlag till klubbar i Southern Football League, men efter hand så har reservlagen hamnat i lägre divisioner. 2013 bytte ligan namn till Southern Counties East Football League eftersom fler och fler klubbar inte kom från Kent.
Klubbar kan avancera upp till Isthmian Leagues eller Southern Football Leagues regionala divisioner på nivå 8. Klubbar kan också bli nedflyttade och de hamnar då i Kent Invicta Football League.
Säsongen 2005/06 var ligan sponsrad av tidningen Kentish Observer, men i juni 2006 meddelades det att avtalet upphört och att en sponsor söktes.
2006 pratade Football Association med Kent League och Essex Senior Football League. FA sade till dem att fundera över en framtida sammanslagning av de två ligorna.

## Mästare
| År   | Mästare           |
| ---- | ----------------- |
| 1969 | Brett Sports      |
| 1970 | Faversham Town    |
| 1971 | Faversham Town    |
| 1972 | Chatham           |
| 1973 | Sheppey United    |
| 1974 | Chatham           |
| 1975 | Sheppey United    |
| 1976 | Sittingbourne     |
| 1978 | Faversham Town    |
| 1979 | Sheppey United    |
| 1980 | Chatham Town      |
| 1981 | Cray Wanderers    |
| 1982 | Erith & Belvedere |
| 1983 | Crockenhill       |
| 1984 | Sittingbourne     |

| År   | Mästare           |
| ---- | ----------------- |
| 1985 | Tunbridge Wells   |
| 1986 | Alma Swanley      |
| 1987 | Greenwich Borough |
| 1988 | Greenwich Borough |
| 1989 | Hythe Town        |
| 1990 | Faversham Town    |
| 1991 | Sittingbourne     |
| 1992 | Herne Bay         |
| 1993 | Tonbridge         |
| 1994 | Herne Bay         |
| 1995 | Sheppey United    |
| 1996 | Furness           |
| 1997 | Herne Bay         |
| 1998 | Herne Bay         |
| 1999 | Ramsgate          |

| År    | Mästare           |
| ----- | ----------------- |
| 2000  | Deal Town         |
| 2001  | Chatham Town      |
| 2002  | Maidstone United  |
| 2003  | Cray Wanderers    |
| 2004  | Cray Wanderers    |
| 2005] | Ramsgate          |
| 2006  | Maidstone United  |
| 2007  | Whitstable Town   |
| 2008  | Thamesmead Town   |
| 2009  | VCD Athletic      |
| 2010  | Faversham Town    |
| 2011  | Hythe Town        |
| 2012  | Herne Bay         |
| 2013  | Erith & Belvedere |
| 2014  | Whyteleafe        |

| År   | Mästare                 |
| ---- | ----------------------- |
| 2015 | Phoenix Sports          |
| 2016 | Greenwich Borough       |
| 2017 | Ashford United          |
| 2018 | Sevenoaks Town          |
| 2019 | Cray Valley Paper Mills |
| 2020 |                         |
| 2021 |                         |

### Webbkällor
Den här artikeln är helt eller delvis baserad på material från engelskspråkiga Wikipedia, Southern Counties East Football League, 17 juli 2015.